# 武鉾山

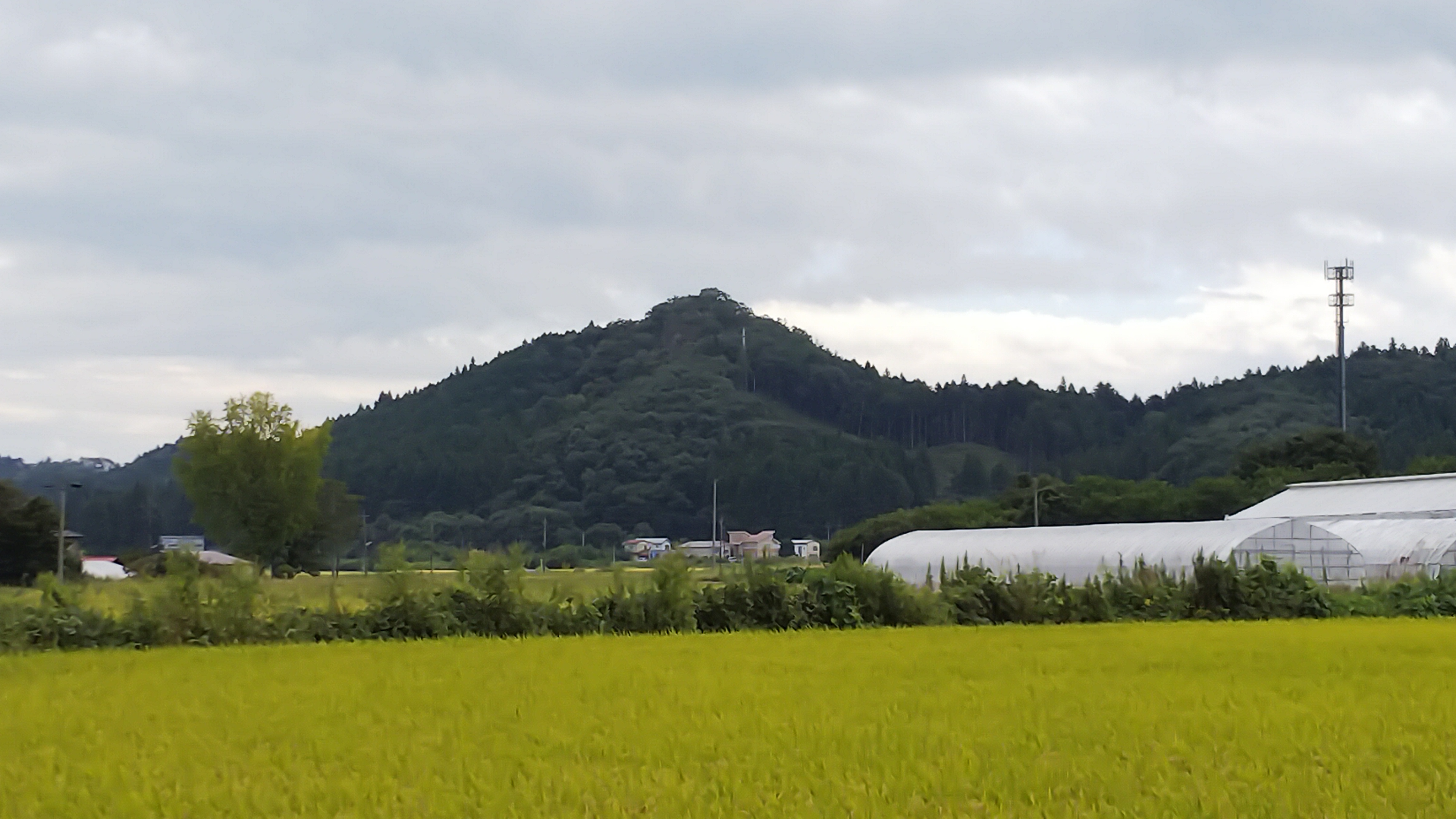
西側から見た武鉾山

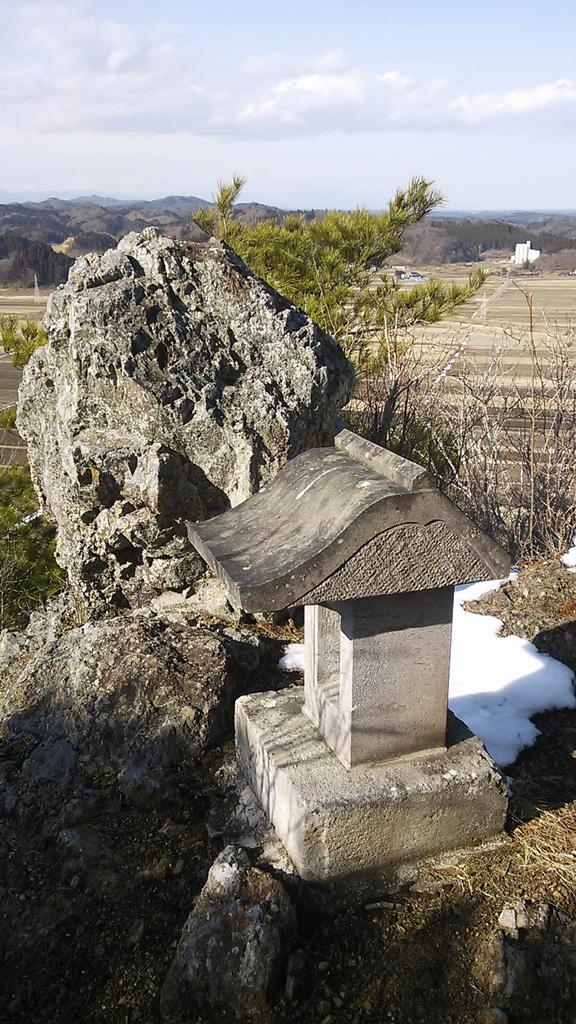
山頂にある都々古和気神社奥宮と磐座

武鉾山（たけほこやま）は福島県白河市にある山。標高423メートル。別称や古称に建鉾山、高野峯山、尊登山などがある。
山の北側の緩斜面にある遺跡名は「建鉾山祭祀遺跡」となっている。また山の東方400 - 500メートルには古墳時代の三森遺跡がある。両遺跡の調査時に、建鉾山祭祀遺跡は「高木地区」、三森遺跡は「三森地区」と呼称された。
南麓は、棚倉町との境界が近くゴルフ場があり、北麓には、国道289号が東西に走り、社川が西から東へ流れる。麓には都々古山神社、都々古和気神社がある。山の中腹にテレビ中継局が設置されている。

## 建鉾山祭祀遺跡
山頂には建鉾石とよばれる岩があり、遺跡は北側の緩斜面にある。建鉾山祭祀遺跡及び三森遺跡では1937年（昭和12年）の首藤保之助による遺物採集の記録が残る。1939年（昭和14年）には國學院大學の大場磐雄、1957年（昭和32年）と1959年（昭和34年）には國學院大學の亀井正道により調査が行われた。
5世紀前半には石製模造品を使用する祭祀が始まり、5世紀中葉から後半になると阿武隈川流域から栃木県中央部における中核的な位置付けとなったと考えられている。

## 表郷中継局概要

### 地上デジタルテレビ
| ID | 放送局名           | 物理 チャンネル | 空中線電力 | ERP  | 放送対象地域 | 放送区域 内世帯数 | 開局年月日     |
| -- | ------------------ | --------------- | ---------- | ---- | ------------ | ----------------- | -------------- |
| 1  | NHK 福島総合       | 16ch            | 300mW      | 3.1W | 福島県       | 約1900世帯        | 2010年 1月15日 |
| 2  | NHK 福島教育       | 13ch            | 300mW      | 3.1W | 全国         | 約1900世帯        | 2010年 1月15日 |
| 4  | FCT 福島中央テレビ | 22ch            | 300mW      | 3.1W | 福島県       | 約1900世帯        | 2010年 1月15日 |
| 5  | KFB 福島放送       | 23ch            | 300mW      | 3.1W | 福島県       | 約1900世帯        | 2010年 1月15日 |
| 6  | TUF テレビユー福島 | 20ch            | 300mW      | 3.1W | 福島県       | 約1900世帯        | 2010年 1月15日 |
| 8  | FTV 福島テレビ     | 21ch            | 300mW      | 3.1W | 福島県       | 約1900世帯        | 2010年 1月15日 |

- なお、在福・在郡アナログUHF放送局は、デジタル新局として開局。
- 2009年10月20日予備免許交付、12月中旬から試験放送開始で2010年1月13日本免許交付[2]。

### 地上アナログテレビ
| 放送局名          | チャンネル | 空中線電力        | ERP               | 放送対象地域 | 放送区域内世帯数 |
| NHK福島教育テレビ | 49ch       | 映像3W/ 音声750mW | 映像29W/ 音声7.2W | 全国         | 不明             |
| NHK福島総合テレビ | 51ch       | 映像3W/ 音声750mW | 映像29W/ 音声7.2W | 福島県       | 不明             |
| FTV福島テレビ     | 53ch       | 映像3W/ 音声750mW | 映像27W/ 音声6.7W | 福島県       | 不明             |

- 2012年3月31日で廃局。